# Кистехвостая бойцовая рыбка
Кистехво́стая бойцо́вая ры́бка (лат. Betta splendens varr. „Spadetail“) — одна из искусственно культивированных породных разновидностей, полученная при селекционном отборе и разведении дикой формы сиамских бойцовых рыбок (лат. Betta splendens).

## Этимология
Своё наименование получили за особую форму хвостового плавника, напоминающего кисточку плоской формы или копьё, и отличающихся от форм и размеров плавников иных представителей данного вида.

## Иные наименования
Копьехвост.

## Описание
Относятся к группе короткохвостых сиамских петушков.

## Условия содержания

### Размножение
Размножение такое же как и обычных лабиринтовых рыб — гурами, лялиусов, петушков и макроподов. При подборе пар обращают внимание на особенности цвета и размера бойцовых рыбок, дабы не нарушать статей породы.